# Oscar Piris
Oscar Alberto Piris (Formosa, Argentina; 6 de junio de 1989) es un futbolista argentino. Juega como marcador central y su primer equipo fue Sol de América de Formosa. Actualmente milita en Mitre de Santiago del Estero de la Primera Nacional.

## Trayectoria
Inició su carrera en equipos del interior de la Argentina como Sol de América de su ciudad natal Formosa, con el equipo solense debutó en el Torneo Argentino B en 2013 y posteriormente en el Torneo Federal A, llegó a disputar 48 partidos y anotó 6 goles en total, el primero de ellos lo marcó ante el Club Vélez Sarsfield de San Ramón el 23 de mayo de 2015. A mediados de 2016 es traspasado al Club Atlético Mitre de Santiago del Estero, con el club consiguió el ascenso a la Primera B Nacional.
En julio de 2018 firma con el club ucraniano de primera división Arsenal Kiev, equipo con el cual disputó la Liga Premier de Ucrania, en total jugó 7 partidos y todos fue desde el once inicial, su paso por Europa fue su primera experiencia internacional. En 2019 se mudó al Atlético Torque de la Segunda División de Uruguay, en el ascenso uruguayo jugó en 17 ocasiones y anotó un gol, además consiguió el ascenso a la Primera División de Uruguay y el título de campeón de la temporada, el primero en su carrera.
En la temporada 2021 firmó con Delfín Sporting Club de Manta en Ecuador, siendo esta su tercera experiencia internacional, con el equipo cetáceo disputará la LigaPro Serie A y Copa Ecuador.
El 7 de enero de 2022 firmó un contrato por un año con el Club de Gimnasia y Esgrima La Plata de Argentina.

## Clubes
- Actualizado al 10 de agosto de 2025

| Club                               | Div.                | Temporada           | Liga | Liga | Copa Nacional | Copa Nacional | Copa Internacional | Copa Internacional | Total | Total |
| Club                               | Div.                | Temporada           | PJ   | G    | PJ            | G             | PJ                 | G                  | PJ    | G     |
| ---------------------------------- | ------------------- | ------------------- | ---- | ---- | ------------- | ------------- | ------------------ | ------------------ | ----- | ----- |
| Sol de América (F) Argentina       | 4.ª                 | 2013/14             | 16   | 2    | -             | -             | -                  | -                  | 16    | 2     |
| Sol de América (F) Argentina       | 3.ª                 | 2014                | 3    | 0    | -             | -             | -                  | -                  | 3     | 0     |
| Sol de América (F) Argentina       | 3.ª                 | 2015                | 31   | 4    | 1             | 0             | -                  | -                  | 32    | 4     |
| Sol de América (F) Argentina       | 3.ª                 | 2016                | 14   | 2    | -             | -             | -                  | -                  | 14    | 2     |
| Sol de América (F) Argentina       | Total               | Total               | 64   | 8    | 1             | 0             | -                  | -                  | 65    | 8     |
| Mitre (SdE) Argentina              | 3.ª                 | 2016/17             | 32   | 1    | 1             | 0             | -                  | -                  | 33    | 1     |
| Mitre (SdE) Argentina              | 2.ª                 | 2017/18             | 18   | 0    | 2             | 0             | -                  | -                  | 20    | 0     |
| Mitre (SdE) Argentina              | 2.ª                 | 2024                | 35   | 3    | 3             | 0             | -                  | -                  | 38    | 3     |
| Mitre (SdE) Argentina              | 2.ª                 | 2025                | 7    | 0    | -             | -             | -                  | -                  | 7     | 0     |
| Mitre (SdE) Argentina              | Total               | Total               | 92   | 4    | 6             | 0             | -                  | -                  | 98    | 4     |
| Arsenal Kiev · Ucrania             | 1.ª                 | 2018/19             | 7    | 0    | -             | -             | -                  | -                  | 7     | 0     |
| Arsenal Kiev · Ucrania             | Total               | Total               | 7    | 0    | -             | -             | -                  | -                  | 7     | 0     |
| Montevideo · City Torque · Uruguay | 2.ª                 | 2019                | 17   | 1    | -             | -             | -                  | -                  | 17    | 1     |
| Montevideo · City Torque · Uruguay | 1.ª                 | 2020                | 8    | 1    | -             | -             | -                  | -                  | 8     | 1     |
| Montevideo · City Torque · Uruguay | Total               | Total               | 25   | 2    | -             | -             | -                  | -                  | 25    | 2     |
| Delfín · Ecuador                   | 1.ª                 | 2021                | 23   | 4    | 2             | 2             | -                  | -                  | 25    | 6     |
| Delfín · Ecuador                   | Total               | Total               | 23   | 4    | 2             | 2             | -                  | -                  | 25    | 6     |
| Gimnasia (LP) Argentina            | 1.ª                 | 2022                | 21   | 0    | 10            | 0             | -                  | -                  | 31    | 0     |
| Gimnasia (LP) Argentina            | Total               | Total               | 21   | 0    | 10            | 0             | -                  | -                  | 31    | 0     |
| Unión Argentina                    | 1.ª                 | 2023                | 13   | 1    | 3             | 0             | -                  | -                  | 16    | 1     |
| Unión Argentina                    | Total               | Total               | 13   | 1    | 3             | 0             | -                  | -                  | 16    | 1     |
| Monagas · Venezuela                | 1.ª                 | 2025                | 8    | 0    | -             | -             | 3                  | 0                  | 11    | 0     |
| Monagas · Venezuela                | Total               | Total               | 8    | 0    | -             | -             | 3                  | 0                  | 11    | 0     |
| Total en su carrera                | Total en su carrera | Total en su carrera | 253  | 19   | 22            | 2             | 3                  | 0                  | 278   | 21    |

## Palmarés

### Campeonatos nacionales
| Título           | Club                   | País    | Año  |
| ---------------- | ---------------------- | ------- | ---- |
| Segunda División | Montevideo City Torque | Uruguay | 2019 |